# Жанарицький сільський округ
Жанари́цький сільський округ (каз. Жаңарық ауылдық округі, рос. Жанарыкский сельский округ) — адміністративна одиниця у складі Жанакорганського району Кизилординської області Казахстану. Адміністративний центр та єдиний населений пункт — село Жанарик.
Населення — 1865 осіб (2021; 1992 у 2009, 1827 у 1999, 1491 у 1989).
Станом на 1989 рік існувала Задар'їнська сільська рада (села Киркенсе, Перше Мая). Пізніше село Жанарик (колишнє Перше Мая) утворило окремий Жанарицький сільський округ.